# Gustave Satter
Gustave Satter (Wenen, 12 februari 1832 - Savannah (Georgia), 1879) was een Oostenrijks-Amerikaans componist en pianist.
In tegenstelling tot zijn vaders verlangen dat zijn zoon geneeskunde studeerde, werd Satter een autodidacte musicus.  Op de leeftijd van 19 jaar componeerde hij een mis en een orkestwerk gebaseerd op Schillers Ode aan de Vreugde, twee composities die verder nog weinig aandacht kregen. Na een reeks succesvolle concerten in New York en Boston in 1855 vestigde Satter zich in de Verenigde Staten waar hij les gaf, componeerde en concerten gaf. In 1879 verdween hij in het zuiden. Men neemt aan dat hij daar gestorven is op de leeftijd van 47 jaar. 
- Biblioteca Nacional de España: XX1771301
- Gemeinsame Normdatei: 116974753
- International Standard Name Identifier: 0000 0003 8198 1682
- Library of Congress Control Number: nr98008966
- Istituto Centrale per il Catalogo Unico: MUSV075798
- SNAC: w6gt66p5
- Système universitaire de documentation: 243199910
- Virtual International Authority File: 263511955
- WorldCat: E39PBJxxdDy4tt4ghX7QFdJVYP